# Custardpoeder
Custardpoeder is een ingrediënt voor pudding en vla. Het is een alternatief voor custard, dat met eieren wordt gemaakt. De basis is maiszetmeel en daarnaast bevat het anatto, een gele kleurstof met een zachte smaak. Custardpoeder werd in 1837 ontwikkeld door de Brit Alfred Bird, wiens vrouw allergisch was voor eieren. In Engeland is het poeder nog steeds bekend onder de merknaam "Bird's Custard".